# Zelá Brambillé
Andrea Alejandra Álvarez González (Monterrey, Nuevo León, 8 de junio de 1994-Saltillo, Coahuila de Zaragoza, 4 de agosto de 2021), conocida como Zelá Brambillé, fue una escritora mexicana que se dio a conocer a través de Wattpad cuando una de sus obras, Miradas azucaradas, superó los 20 millones de lecturas en la red.

## Carrera
En 2013 comenzó a subir sus libros a Internet, que en 2021 al momento de su muerte contaban con más de 70 millones de lecturas. En 2017, Nova Casa Editorial publicó sus libros Luz de luciérnaga y Somos electricidad, y más tarde Miradas azucaradas. En 2018, su obra Tiempo de ceniza fue finalista en el II Premio Oz de Novela celebrado por Oz Editorial.

### Muerte
Falleció el 4 de agosto de 2021 debido a complicaciones por COVID-19. La noticia fue publicada por su hermano Carlos a través de las redes sociales de la autora.

## Obras
- 2017: Luz de luciérnaga
- 2017: Somos electricidad
- 2018: Miradas azucaradas
- 2018: Tiempo de ceniza[8]
- 2019: Gardenia
- 2019: Química imparable
- 2022: Para mi Flor (póstumamente)
- 2022: Sedúceme Despacio (póstumamente)
- 2022: Cayendo por Rebecca (póstumamente)
- 2022: Infernum Gehena (póstumamente)
- 2022: Maldición Willburn (póstumamente)
- 2022: Begonia (póstumamente)